# گراچانیتسا (یوبووییا)
گراچانیتسا (به صربی: Gračanica) یک منطقهٔ مسکونی در صربستان است که در ناحیه ماچوا واقع شده‌است.